# 鄔姓
鄔姓是一個中文姓氏，在《百家姓》中排名第78位。

## 起源
鄔姓有多个起源。根據《姓氏考略》的說法，鄔氏的源流可以追溯到陸終之子來言。依照司馬遷的记载，顓頊帝爲黃帝的孫子，顓頊生稱，稱生卷章，卷章生重黎、吳回；重黎、吳回先後爲帝嚳的火正、號祝融，吳回生陸終，陸終生六子，依次爲昆吾、參胡、彭祖、會人、曹姓、季連。第四子會人（即來言）受封于鄔（在今河南偃師縣），其子孫以受封地名爲姓。
按照此说，陸終爲顓頊帝高陽氏的玄孫，于陸終第四子來言的鄔姓，則是名正言順的黃帝後裔，這一古老的家族，繁衍到漢朝時，搬遷到長江以南的江西境內。
另外，晉大夫鄔臧之後，食邑于鄔（今山西介休市），其子孫以邑名爲姓。望出南昌、撫州、崇仁。據《通志·氏族略》所載，鄔本爲鄭國之邑，後入周。晉國強盛時，轄地曾擴大到河南北部，鄔邑一度爲晉國所有。 
又據《名賢氏族言行類稿》的考證，春秋晉國時的鄔郡太守司馬彌牟的後人中有以鄔姓的，這個鄔郡，是在西元前514年晉分祁氏采邑置七縣，鄔是其中之一，治所在今山西介休東北。《左傳》“昭公二十八年”載，晉國司馬彌牟為鄔郡大夫。 其後有鄔氏。
鄔氏堂號為“太原堂”。 春秋以前的鄔姓家族，在山西省太原市西南，後來到了戰國、秦漢統一時期，有一部分鄔氏子孫遷居到河南許昌、禹縣一帶落戶。在山西的人家便世代相襲“太原堂”，在河南的人家也有沿用“潁川堂”。

## 名勝古蹟
餘蔭山房位於廣東省廣州市番禺區南村鎮南村，是清道光年間舉人鄔燕山為紀念其祖父鄔餘蔭而建的私家花園，取名餘蔭山房，又稱“餘蔭園”，為廣東四大名園之一。建成于清同治六年（1867），距今已有130多年的歷史了，與佛山梁園、東莞可園、順德清暉園並稱廣東四大名園，爲全國重點文物保護單位。

## 延伸阅读
[在维基数据编辑]
 《百家姓》
 《欽定古今圖書集成·明倫彙編·氏族典·鄔姓部》，出自陈梦雷《古今圖書集成》